# Idioma simaa
El simaa es una lengua bantú que hablan los simaas y otros grupos étnicos que viven en la zona occidental del área Lozi-Luyana, en la Provincia del Oeste de Zambia. Su código ISO 639-3 es sie, su código en el glottolog es sima1258 y su código Guthrie es K.35.

## División
El ethnologue la sitúa como una lengua luyana junto con el luyana, el mashi, el kwangali, el diriku, el mbukushu y el mbowe . Maho (2009) afirma que es una lengua kavango.

## Dialectos
Los dialectos del simaa son el imilangu, el liyuva, el makoma (koma), el mwenyi y el nyengo. Algunas fuentes, según el ethnologue, consideran el imilangu como un dialecto del luyana.

## Etnolingüística
Hay cinco grupos étnicos que hablan el simaa como primera lengua, todos de Zambia: los simaas (39.000), los simaa-imilangus (mdundulu, 21.000), los simaa-makomes (44.000), los simaa-mwenyis ( 21.000) y los simaa-nyengos (37.000)

## Estado
El simaa goza de un uso vigoroso (EGIDS 6a). Aunque no está estandarizado, es utilizado por personas de todas las generaciones en la comunicación frente a frente y tiene una situación sostenible